# Вайссенбурзький монастир (Ельзас)
Вайссенбу́рзький монасти́р (нім. Kloster Weißenburg) — колишнє католицьке бенедиктинське абатство в місті Віссембур (стара німецька назва — Вайсенбург), Ельзас, Франція. Засноване близько 660 року шпеєрським єпископом Драгободо. Був одним із важливих монастирів на заході Східної Франкії та Священної Римської імперії. Завдяки пожертвам феодалів Ельзасу, Пфальцу і Уфгау перетворилося на великого землевласника. У XII столітті вийшло з-під юрисдикції шпеєрських єпископів. Почало занепадати у 2-й половині ХІІІ століття через втрату маєтностей. Перестало існувати 1524 року, перетворено на колегіальну церкву Шпеєрського єпископства (з 1546). З часом увійшло до складу Франції. Розпущено 1789 року внаслідок Французької революції. Інші назви — Вайссенбурзьке абатство (нім. Abtei Weißenburg), Віссембу́рське аба́тство (фр. l'abbaye de Wissembourg).

## Абати
- 966—968: Адальберт (з 968 — єпископ Магдебурзький)